# 日本リスク・データ・バンク
日本リスク・データ・バンク株式会社（にほんりすくでーたばんくかぶしきがいしゃ）は、大手銀行、主要地域金融機関等の共同出資により設立された、中小企業の信用リスクについてのデータベースコンソーシアムなどを運営する企業である。

## 概要
中小企業向け融資における信用リスク量計測のためのデータベースコンソーシアムである。毎月、「RDB企業デフォルト率」を発表している。「RDB企業デフォルト率」は、全国の会員金融機関より拠出された匿名の企業の財務データベースをもとに、過去の実績デフォルト件数から算出した企業のデフォルト率を月次にて提供している経済指標である。 

## 主なサービス
- 事業法人データベース
- 個人事業主データベース
- デフォルト債権回収データベース
- オペレーショナルリスクデータベース
- 中小企業スコアリングモデル
- 信用リスク計量ポートフォリオ管理システム
- 引当金算出システム

## 沿革
- 2000年（平成12年）
  - 4月：大手銀行、主要地域金融機関等22社の共同出資により、データベースコンソーシアムとして会社設立
  - 10月：「事業法人データベース」のサービス提供開始
- 2001年（平成13年）4月 ：事業法人を対象とした信用スコアリングモデル「RDBモデル」を提供開始、以降 毎年改定
- 2002年（平成14年）
  - 3月：個人事業者を対象とした信用スコアリングモデル「RDB個人事業者モデル」を提供開始、以降毎年改定
  - 10月：「個人事業者データベース」のサービス提供開始
- 2003年（平成15年）4月：S&P社との共同開発による財務格付モデル「中小企業クレジット・モデル」を提供開始、「モデル活用研究会」開催（実態財務、定性情報の活用を研究）
- 2004年（平成16年）：「回収データベース研究会」開催[2]
- 2005年（平成17年）
  - 4月：要管理先データの収集開始
  - 12月 ：S&P社との共同事業 中堅中小企業専用「日本SME格付け」のサービス提供開始
- 2006年（平成18年）4月：「デフォルト債権回収データベース」のサービス提供開始、会員向け情報誌「クレジット・リサーチ」創刊、「信用リスク管理研究会」開催
- 2007年（平成19年）10月：「財務診断レポート（RDB企業カルテ）」を提供開始
- 2008年（平成20年）
  - 1月：「RDB大企業モデル」を提供開始
  - 4月：「中小企業クレジット・モデル」を改定
  - 6月：「スコアリング・モデル システム導入サービス」のサービス提供開始
  - 7月：「RDB企業デフォルト率」の会員向け提供開始
- 2009年（平成21年）
  - 1月：「RDB企業デフォルト率」の一般向け提供開始、「引当金算出システム」を提供開始、「信用リスク計量・ポートフォリオ管理システム」を提供開始
  - 4月：「RDB企業デフォルト率予測レポート」を提供開始
  - 9月：プライバシーマーク（Pマーク）付与事業者の認定取得
- 2010年（平成22年）10月：「オペレーショナル・リスク・データベース」のサービス提供開始

## 関係会社
- データ・フォアビジョン株式会社